# Jornal Va Kio
O Jornal Va Kio (chinês tradicional: 華僑報, chinês simplificado: 华侨报, pinyin: Huáqiáo Bào, Wade–Giles: Hwa-Chiao Pao, também conhecido como Diário dos Chineses Ultramarinos), é o segundo maior jornal chinês da Região Administrativa Especial de Macau da República Popular da China.

## História
O Jornal Va Kio foi fundado a 20 de novembro de 1937, por Chiu Pan-Lan (趙斑斕) e Lui Wai-Ling (雷渭靈), durante a administração portuguesa em Macau e esteve vinculado ao jornal honconguês Wah Kiu Yat Po (華僑日報). Na época da guerra, o jornal informava sobre a Segunda Guerra Sino-Japonesa, recebendo forte apoio da diáspora chinesa que observava a República da China ser atacada pelo Império do Japão. 